# Дадае, Боб
Сэр Роберт Дадае (англ. Robert Dadae), больше известный как Боб Дадае, англ. Bob Dadae; род. 8 марта 1961, провинция Моробе) — генерал-губернатор Папуа — Новой Гвинеи с 28 февраля 2017 года.
Лютеранин по вероисповеданию. Был избран депутатом парламента в 2002 году от Объединённой партии, заместителем председателя которой являлся, в 2004 году стал заместителем спикера парламента. В 2007 году после новых выборов вошёл в правительство Майкла Сомаре в качестве министра обороны. После принудительной отставки Сомаре по состоянию здоровья в 2011 году перешёл в ряды партии нового главы правительства, Питера О’Нила, Народный национальный конгресс, утратив министерский портфель, но сохранив депутатский мандат и по итогам выборов 2012 года. После скоропостижной кончины генерал-губернатора сэра Майкла Огио был избран на этот пост и утверждён королевой Елизаветой II, в мае 2017 года пожаловавшей Дадае большой крест ордена святых Михаила и Георгия (традиционную награду для генерал-губернаторов в королевствах Содружества наций), что дало ему дворянство и право на приставку «сэр».